# Serafiny (rejon lidzki)
Serafiny (biał. Серафіны, Sierafiny; ros. Серафины, Sierafiny) – wieś na Białorusi, w obwodzie grodzieńskim, w rejonie lidzkim, w sielsowiecie Wawiórka, nad Wawiórką.

## Historia
W XIX i w początkach XX w. położone były w Rosji, w guberni wileńskiej, w powiecie lidzkim, w gminie Wawerka/Myto. Należały do Kostrowickich.
W dwudziestoleciu międzywojennym leżały w Polsce, w województwie nowogródzkim, w powiecie lidzkim, w gminie Myto/Wawiórka. W 1921 miejscowość liczyła 233 mieszkańców, zamieszkałych w 42 budynkach, wyłącznie Polaków. 230 mieszkańców było wyznania rzymskokatolickiego i 3 prawosławnego.
Po II wojnie światowej w granicach Związku Sowieckiego. Od 1991 w niepodległej Białorusi.